# La nuova Justine
La nuova Justine, ovvero le sciagure della virtù, è la 3ª e definitiva versione del romanzo dedicato a Justine dopo quella del 1787 e quella del 1791 (Justine o le disavventure della virtù); pubblicato dal Marchese de Sade nell'estate 1799, il suo seguito naturale è costituito da Juliette (sottotitolato Le prosperità del vizio), che racconta la storia felice della sorella di Justine, uscito agli inizi del 1800.
La 1ª edizione del romanzo era illustrata con un centinaio di immagini pornografiche.

## Storie delle tre versioni di Justine
La prima scrittura della storia è datata 1787, in italiano tradotta col titolo Le sventure della virtù; è stata scritta durante uno dei soggiorni carcerari dell'autore alla Bastiglia. Vuol essere un racconto filosofico, destinato a far parte d'una raccolta di narrazioni dello stesso tipo in quel momento in corso di elaborazione da parte di Sade.
Questa 1° stesura è stata pubblicata per la prima volta in Francia nel 1930 grazie agli sforzi di ricerca e cura di Maurice Heine.
La 2° versione della storia è datata 1791 ed è intitolata in italiano Justine o le disavventure della virtù: rispetto al testo precedente, si ha qui un progressivo sviluppo delle avventure della protagonista con un aumento delle avventure miserevoli della buona, brava e virtuosa ragazza.
Nelle prime due versioni è la stessa Justine a raccontare le sue disgrazie; mentre nella 3ª ed ultima riscrittura del 1799 il discorso divien oggettivo e non più narrato in prima persona.
Stampato a Parigi in forma anonima con la data fasulla "1797" ed un falso indirizzo dell'editore e stampatore "residente in Olanda": tutto questo per stornare le persecuzioni della censura.

## Trama
Notevolmente ampliata rispetto alle due versioni precedenti, con aggiunte di dissertazioni filosofiche di stampo ateistico e anti-cristiano, spesso ispirate ai filosofi dell'Illuminismo.
Justine e Juliette sono le due figlie (appena entrate nell'età dell'adolescenza) d'un facoltoso banchiere parigino: educate fino a quel momento in un severo collegio della capitale, vengono a trovarsi improvvisamente, a seguito del fallimento dell'impresa familiare e della morte di entrambi i genitori, sole e abbandonate in mezzo ad estranei.
Mentre Juliette sceglie subito la "meravigliosa strada del vizio", diventando una mantenuta d'alto bordo che vivrà in mezzo al lusso e al benessere, Justine rimasta fedele agli insegnamenti dell'educazione pia ricevuta, si troverà scaraventata nelle mani di giudici corrotti, aristocratici viziosi, frati libidinosi e suore lesbiche: vittima predestinata di tali delinquenti immorali e senza Dio, subirà violenze ed umiliazioni indicibili (tra stupri ed orge, costretta a cibarsi d'escrementi e tenuta in stato di schiavitù, violentata e sodomizzata ripetutamente).
Giungerà successivamente nel convento di Santa Maria dei Boschi dove vivono un gruppo di frati cattolici, ognuno con un'ossessione e mania sessuale differente, i quali si trovano a capo di un harem comprendente 18 adolescenti maschi e una trentina di ragazze, di cui abusano a turno. Tra i nuovi personaggi ci sono Delmonse col suo complice di crimini Dubourg, il signor e la signora Esterval, gli inquilini di una locanda, Bandole, Roger e un gruppetto di mendicanti.
La narrazione è poi ulteriormente arricchita dalle vicende che circondano la storia di uno dei monaci, Girolamo-Jérome e della sua amante Seraphine; il tutto condito con lunghe dissertazioni filosofiche dei protagonisti che inneggiano all'ateismo e alla blasfemia religiosa. Come degna conclusione Justine finisce carbonizzata da un fulmine.